# ロラ
ロラ（伊: Rorà）は、イタリア共和国ピエモンテ州トリノ県にある、人口約200人の基礎自治体（コムーネ）。

## 地理

### 位置・広がり

#### 隣接コムーネ
隣接するコムーネは以下の通り。括弧内のCNはクーネオ県所属を示す。
- バニョーロ・ピエモンテ (CN)
- ルゼルナ・サン・ジョヴァンニ
- トッレ・ペッリチェ
- ヴィッラール・ペッリチェ